# Anthocephala floriceps
Az Anthocephala floriceps a madarak (Aves) osztályának a sarlósfecske-alakúak (Apodiformes) rendjéhez és a kolibrifélék (Trochilidae) családjához tartozó faj.

## Rendszerezése
A fajt John Gould angol ornitológus írta le 1854-ben, a Trochilus nembe Trochilus floriceps néven.

## Előfordulása
Kolumbiában a Sierra Nevada de Santa Marta hegységben honos. Természetes élőhelye szubtrópusi és trópusi hegyi esőerdők, valamint másodlagos erdők, ültetvények és szántóföldek. Magassági vonuló.

## Megjelenése
Testhossza 8 centiméter.

## Természetvédelmi helyzete
Az elterjedési területe kicsi és csökken, egyedszáma 500-2500 példány közötti és szintén csökken. A Természetvédelmi Világszövetség Vörös listáján sebezhető fajként szerepel.